# Assis & Cia
Assis & Cia. foi uma empresa fundadapor Joaquim Francisco de Assis Brasil no final do século XIX com o objetivo de importação, criação e comercialização de thoroughbreds. 
As importações se davam desde a Argentina e Uruguai, como também desde a Inglaterra e França, que lideravam a criação e as disputas turfísticas na época. Os animais importado eram principalmente de reprodutoras, muitas delas cobertas por garanhoes estrangeiros, que vieram  a contribuir na formação do casco da criação brasileira. A Associação protectora do Turf, e depois o Jockey Club do Rio grande do sual constituiram uma corrida cl´assica  em sua homenagem
Assis Brasil também introduziu as raças vacuns jersey e devon,a raça ovina karakul e contribuiu na introdução do cavalo árabe no Brasil.